# Nikolaï Mladenov
Pour les articles homonymes, voir Mladenov.
Nikolaï Evtimov Mladenov, né le 5 mai 1972 à Sofia, est un homme politique bulgare membre des Citoyens pour le développement européen de la Bulgarie (GERB).
Il a exercé les fonctions de ministre de la Défense puis ministre des Affaires étrangères de Bulgarie de 2009 à 2013. Il a ensuite été secrétaire général adjoint des Nations unies pour l'Irak et actuellement (2018) coordinateur spécial de l'ONU pour le processus de paix au Moyen-Orient.

## Formation et carrière
En 1995, il obtient une licence en relations internationales de l'Université d'économie nationale et mondiale de Sofia. L'année suivante, il décroche un master d'études de la guerre au King's College de Londres.
Cette même année 1996, il devient directeur de programme à l'Institut Open Society, une fondation de soutien à la démocratie, à Sofia pour deux ans. Il est ensuite nommé coordinateur de programme au sein du département social de la Banque mondiale. En 1999, il fonde et prend la direction de l'Institut européen à Sofia. Il démissionne de ce poste en 2001.
À partir de 2005, il exerce pendant deux ans le métier de consultant à la Banque mondiale. Il a également été conseiller des commissions parlementaires des Affaires étrangères et de la Défense du Parlement irakien.

## Vie politique

### Au niveau institutionnel
Le 17 juin 2001, Nikolaï Mladenov est élu député à l'Assemblée nationale de Bulgarie sous les couleurs de l'Union des forces démocratiques (SDS). Il devient vice-président de la commission de l'Intégration européenne et intègre celle des Affaires étrangères, de la Défense et de la Sécurité.
Il se présente aux élections européennes spéciales du 20 mai 2007 en Bulgarie en troisième position sur la liste du GERB, et se voit élu au député européen. Au cours de son mandat, il siège alors aux commissions du Marché intérieur et de la Protection des consommateurs, des Affaires étrangères et à la sous-commission de la Défense et de la Sécurité.
Nikolaï Mladenov est nommé ministre de la Défense par Boïko Borissov le 27 juillet 2009. Cinq mois plus tard, le 27 janvier, il est choisi pour succéder à Roumiana Jeleva, au centre d'une violente polémique, comme ministre des Affaires étrangères.

### Comme adhérent
Le 12 mars 2002, il est élu membre du conseil exécutif national du SDS, puis il est désigné porte-parole du parti. Il en devient même vice-président le 22 février 2004 mais démissionne le 16 août 2005.
Il est aujourd'hui membre des Citoyens pour le développement européen de la Bulgarie (GERB).